# WTCC i Kina
FIA WTCC Race of China är den kinesiska deltävlingen i FIA:s världsmästerskap i standardvagnsracing, World Touring Car Championship. Tävlingen tillkom i WTCC:s kalender till säsongen 2011, då det från början var det tänkt att de skulle hållas på Guangdong International Circuit. Platsen ändrades dock senare till Shanghai Tianma Circuit, av hemlig anledning, och det var där som tävlingarna kördes under första året. Till säsongen 2012 lämnas dock Tianma, för att istället tävla på den betydligt större Shanghai International Circuit.

## Säsonger
| År   | Bana                    | Race | Segrare förare         | Segrare modell       | Rapport          |
| ---- | ----------------------- | ---- | ---------------------- | -------------------- | ---------------- |
| 2011 | Shanghai Tianma Circuit | 1 2  | Alain Menu Yvan Muller | Chevrolet Cruze 1.6T | WTCC i Kina 2011 |